# فلسفة أندونيسية
هي تسمية عامة لتقليد التكهنات المجردة التي يتبناها الناس الذين يسكنون المنطقة المعروفة الآن بإندونيسيا. يُعبر عن الفلسفة الإندونيسية في اللغات الحية الموجودة في إندونيسيا (نحو ٥٨٧ لغة) ولغتها الأم الإندونيسية، والتي تضم العديد من المدارس الفكرية المتنوعة المتأثرة بالأصول الشرقية والغربية والموضوعات الفلسفية الأصلية.
نشأ مصطلح الفلسفة الإندونيسية من عنوان كتاب كتبه (م. ناصرون) تتبع فيه العناصر الفلسفية الموجودة في الثقافة الإندونيسية. منذ ذلك الحين، أصبح المصطلح شائعًا وألهم العديد من الكتاب اللاحقين مثل سونوتو وبارمونا وجايكوب وسوماردو، بدأ سونوتو أول قسم للفلسفة في البلاد في جامعة غاجاه مادا في يوجياكاراتا.
عرف كل من هؤلاء الفلسفة الإندونيسية بشكل مختلف دون تعريف واضح للكلمة، جادل م. ناصرون بأن الفلسفة الإندونيسية لم تكن غربية ولا شرقية. وأشار إلى المفاهيم والممارسات الأساسية مثل موكان وبانتون وبانكاسيلا وهو كوم أدات وغوتونغ- رويونغ وكيلوارغان، كما تبنى سونوتو مفهومًا ثقافيًا للفلسفة الإندونيسية واصفًا إياه «بالثراء الثقافي لأمتنا... الموجود في ثقافتنا». وبالمثل، عرّفها بارمونو على أنها «فكر أو تأملات... مرتبطة بـ» العادات «وكذلك الثقافة العرقية» (بارمونو ١٩٨٥). كتب سومارجو أن «فلسفة الشعب الإندونيسي لم يتم تصورها أبدًا. ويجب البحث عن مفاهيمهم الفلسفية ومعرفة ما فعلوه». وأضاف، «تكمن الفلسفة الإندونيسية في سلوك حياتهم اليومي والنتيجة الواقعية الأنشطة. تكمن فلسفة الشعب الإندونيسي في بيباتاه - بيتيتي، وبيوت العادات، واحتفالات العادات وطقوسها والأساطير القديمة وزخارف لباسهم، ورقصاتهم والموسيقى التي يعزفونها في أسلحتهم ونظامهم الاجتماعي، وما إلى ذلك».
يحلل الكتاب مفهوم الفلسفة الإندونيسية على أنها جزء من الثقافة ولا يتناقض بين الفلسفة والدراسات الثقافية أو الأنثروبولوجيا. في البداية لم يكن للغة الإندونيسية كلمة تصف الفلسفة ككيان منفصل عن اللاهوت والفن والعلم. بدلًا من ذلك، كما قال سوتان، فإن الإندونيسيين لديهم كلمة عامة (بودايا) أو (كوبوديان) والتي تصف مجمل مظاهر حياة المجتمع. تُدرج الفلسفة والعلم واللاهوت والدين والفن والتكنولوجيا في آن واحد لمظاهر مجتمع الحياة، في معنى كلمة بداي. يستخدم الإندونيسيون عادةً كلمة (بوداياوان) للإشارة إلى فلاسفتهم. ووفقًا لذلك، بالنسبة لهم، فإن نطاق الفلسفة الإندونيسية يشمل فقط تلك المفاهيم الأصلية للثراء الثقافي الإندونيسي. هذا ما فهمه فيري هدايت، على أنه «فقر النطاق». إذا كانت الفلسفة الإندونيسية تتألف فقط من تلك الفلسفات العرقية الأصلية، فإنها ستكون محدودة للغاية. مثل غيره من العلماء الآخرين، يوسع هدايت نطاق الفلسفة الإندونيسية ليشمل الفلسفة المعدلة و«المحلية» كما تأثرت بالتقاليد الفلسفية الأجنبية. تستخدم هذه المقالة التعريف الأخير.

## مدارس الأفكار
هناك سبع مدارس فكرية تتطور في إندونيسيا. يعتمد تصنيف المدارس أولاً على الأصالة التي تحتوي عليها مدرسة معينة (مثل «المدرسة العرقية»)، وثانيًا على أساس تأثير الفلسفات العالمية العظيمة التي تمتصها مدرسة معينة وتتكيف مع الفلسفة الإندونيسية (مثل «المدرسة الصينية»، «المدرسة الهندية» و«المدرسة الإسلامية» و«المدرسة المسيحية» و«المدرسة الغربية»، وأخيرًا تستند إلى التسلسل الزمني التاريخي (مثل «مدرسة ما بعد سوهارتو»). فيما يلي رسم تخطيطي للمدارس الإندونيسية من الفكر وفلاسفتهم الرئيسيين.

### مدرسة عرقية
تأخذ هذه المدرسة الفلسفات العرقية الإندونيسية كمصدر للإلهام. افتراضها هو الأساطير، والخرافات، والفولكلور، والطريقة التي تبني بها مجموعة عرقية منزلها وتقيم احتفالاتها، والأدب الذي تحتفظ به، والملاحم التي تكتبها المجموعة العرقية، وكل أسس فلسفتها. هذه «الفلسفة» لا يمكن أن تتغير. تبقى كما هي، من بدايتها إلى نهايتها، وتعد أيضًا «الخير». إنها توجه كل عضو في المجموعة إلى أصل تكوين المجموعة على الأرض (في الجاوية، سانجاكان) ووجهات الحياة التي تصل إليها المجموعة (في الجاوية، باران)، لذلك لا يمكن للعضو أن يضل.
هذه المدرسة تحفظ الفلسفات العرقية الإندونيسية الأصلية، إذ يجري التشديد على الفلسفات من قبل الأعضاء العرقيين قبل أن تجري مواجهتهم مع التقاليد الفلسفية الأجنبية اللاحقة.
يفترض معظم مؤيدي المدرسة أن الإندونيسيين اليوم في وضع يتجاهل قيمهم الأصلية. جادل جاكوب سومارجو، على سبيل المثال، بأن معظم الإندونيسيين اليوم ينسون الحفاظ على قيمهم الأصلية وينسون ماضيهم وأصولهم وأنهم مثل الأشخاص المصابين بفقدان الذاكرة الذين يتجاهلون تاريخهم الوطني وبالتالي فإن فهم «معزولون»؛ بعيدون عن «ثقافاتهم الأصلية» وإن فشل السياسة التعليمية الإندونيسية، بالنسبة لجاكوب، هو سبب هذا «العمى» للثقافة الإندونيسية الأصلية.
لذلك، المهمة الضرورية لمدرسة الفلسفة هذه هي البحث عن القيم العرقية الأصلية واسترجاعها وإحيائها، لأن القيم هي الأمهات والناس هم آباء الوجود.
وفيما يلي بعض المفاهيم الفلسفية التي تدافع عنها هذه المدرسة. تُحفظ الفلسفة العرقية الإندونيسية الأصلية إذ يشدد عليها من قبل الأعضاء العرقيين قبل مواجهتهم مع التقاليد الأجنبية اللاحقة.

#### أدات
بالنسبة لهذه المدرسة الفكرية، يلعب أدات دورًا مهمًا للغاية. أدات هو مصدر الإلهام الرئيسي للفلاسفة العرقيين، إذ إنه الإرث الفكري الذي ينتمي إلى مجموعة عرقية معينة. العادات موروثة من أسلاف عرقية إلى أجيال لاحقة من المجموعة العرقية. يعتقد الإندونيسيون أن العادات ليست خليقة بشرية، لكنها أرواح وقوى خارقة للطبيعة تحكم المجتمع. هذا العادات مختلفة تمامًا عما يسميه الإنجليز التقاليد أو العادات أو الأعراف اليوم. معناه ليس ببساطة أوسع، بل بشكل أكثر تحديدًا أعمق بكثير. ويشمل كل ما يسميه الإنجليز قانونًا في الوقت الحاضر؛ ويذهب إلى أبعد من القانون في تحديد احتياجات وأفعال الأفراد والمجتمع. وهو يرسم مراسم الزواج والولادة والوفاة، ومواعيد وطرق غرس الأرز، وبناء المنزل، والصلاة من أجل المطر، وأشياء أخرى كثيرة. يأتي الاقتصاد والسياسة والفلسفة والفن ضمن مجالها. في الواقع، من وجهة نظر واحدة، أدات هو ببساطة تعبير اجتماعي عن دين المجتمع، بقدر ما هو ليس خليقًا بشريًا، ولا يزال الرجال في ممارسته يخضعون باستمرار للمراقبة من قبل الأرواح والقوى الخارقة للمجتمع الحاكم. لأن الأدات التي تنظم حياة المجتمع بأكمله تهيمن عليها الأرواح والقوى الخارقة للطبيعة، فإن تلك الحياة الجماعية لا محالة ثابتة ومحافظة للغاية. تكمن جذورها في غموض الماضي، عندما وضع الأسلاف العادات مرة واحدة وإلى الأبد، أو كما يقول شعب مينانغكابو: لا يتشقق مع الحرارة أو يتعفن في المطر. في مثل هذه البيئة، يكون لكلمة «قديم» أهمية خاصة، إذ تشير إلى شيء مقدس وقوي ومليء بالحكمة.